# Simon Tong
Simon Tong (Lancashire, 9 luglio 1972) è un chitarrista e tastierista inglese.

## Biografia
Ha suonato nel gruppo musicale inglese The Verve tra il 1996 e il 1999, anno del loro scioglimento. Era entrato nel gruppo per rimpiazzare il leader chitarrista Nick McCabe, ed era rimasto con la band quando McCabe era tornato per l'ultimo album prima della rottura, Urban Hymns.
Tra il 2002-2003 è stato membro della band The Shining, in cui ha suonato la chitarra e le tastiere ed ha partecipato alla stesura delle canzoni.
In seguito alla rottura fra Graham Coxon e i Blur nel 2002, ha partecipato ad alcune esibizioni live della band. La collaborazione con il frontman Damon Albarn gli è stata utile poi per entrare come chitarrista nell'album 2005 dei Gorillaz Demon Days. Nel novembre 2005 ha partecipato, sempre come chitarrista, all'esibizione dei Gorillaz alla Manchester Opera House assieme al vecchio membro dei Verve Simon Jones.
Nel luglio 2006, Tong e Albarn hanno formato un gruppo senza nome che ha prodotto l'album The Good, the Bad and the Queen, uscito il 23 gennaio 2007: da esso sono stati tratti due singoli di successo, Herculean e Kingdom of Doom. Per questa ragione, Tong non ha partecipato alla riunione dei Verve nel 2007.
Nel 2012 partecipa alle sessioni di registrazione dell'album Apriti sesamo di Franco Battiato. L'anno successivo accompagna il cantautore siciliano nel suo tour europeo.